# Väinö Bremer
Väinö Bremer   (Turku, 24 d'abril de 1899 - Kerava, 23 de desembre de 1964) fou un esquiador i pentatleta modern finlandès que va competir durant la dècada del 1920.
El 1924 va prendre part en els Jocs Olímpics de Chamonix. Va guanyar la medalla de plata en la prova de patrulla militar per equips, formant equip amb August Eskelinen, Heikki Hirvonen i Ville Mattila. Aquell mateix any, disputà la competició del pentatló modern als Jocs de París, on finalitzà en novena posició.